# Rádio Cultura Brasil
La Rádio Cultura Brasil es una red de cadenas de radio educativas de Brasil. Está vinculada a la Fundación Padre Anchieta, una entidad que promueve la radio y televisión educativos, principalmente en el Estado de São Paulo.

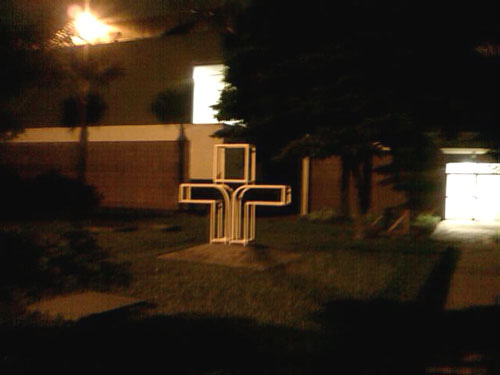
Fachada de la sede de la Rádio Cultura Brasil en el barrio Água Branca en São Paulo.